# Classe ATC D05
La classe ATC D05, dénommée « Médicaments contre le psoriasis », est un sous-groupe thérapeutique de la classification anatomique, thérapeutique et chimique, développée par l'OMS pour classer les médicaments et autres produits médicaux. La classe ATC vétérinaire correspondante dans la classification ATCvet est QD05, « Médicaments pour les troubles kératoséborrhéiques ». Le sous-groupe présenté ici est celui établi par l'OMS, et peut donc différer des versions dérivées utilisées dans certains pays. Il fait partie du groupe anatomique D de la classification, intitulé « Dermatologie ».

## D05A Médicaments contre le psoriasis à usage topique

### D05AA Goudrons
Classe vide.

### D05AC Dérivés anthracéniques
D05AC01 Dithranol
D05AC51 Dithranol, associations

### D05AD Psoralènes à usage topique
D05AD01 Trioxysalène (en)
D05AD02 Méthoxsalène

### D05AX Autres médicaments contre le psoriasis à usage topique
Dans le domaine vétérinaire ce sous-groupe s'intitule « QD05AX Autres médicaments pour les affections kératoséborrhéiques, à usage topique ».
D05AX01 Acide fumarique
D05AX02 Calcipotriol
D05AX03 Calcitriol
D05AX04 Tacalcitol
D05AX05 Tazarotène
D05AX52 Calcipotriol, associations

## D05B Médicaments contre le psoriasis à usage systémique

### D05BA Psoralènes à usage systémique
D05BA01 Trioxysalène (en)
D05BA02 Méthoxsalène
D05BA03 5-méthoxypsoralène

### D05BB Rétinoïdes pour le traitement du psoriasis
D05BB01 Étrétinate (en)
D05BB02 Acitrétine

### D05BX Autres médicaments contre le psoriasis à usage systémique
D05BX51 Dérivés de l'acide fumarique, associations